# Комагане

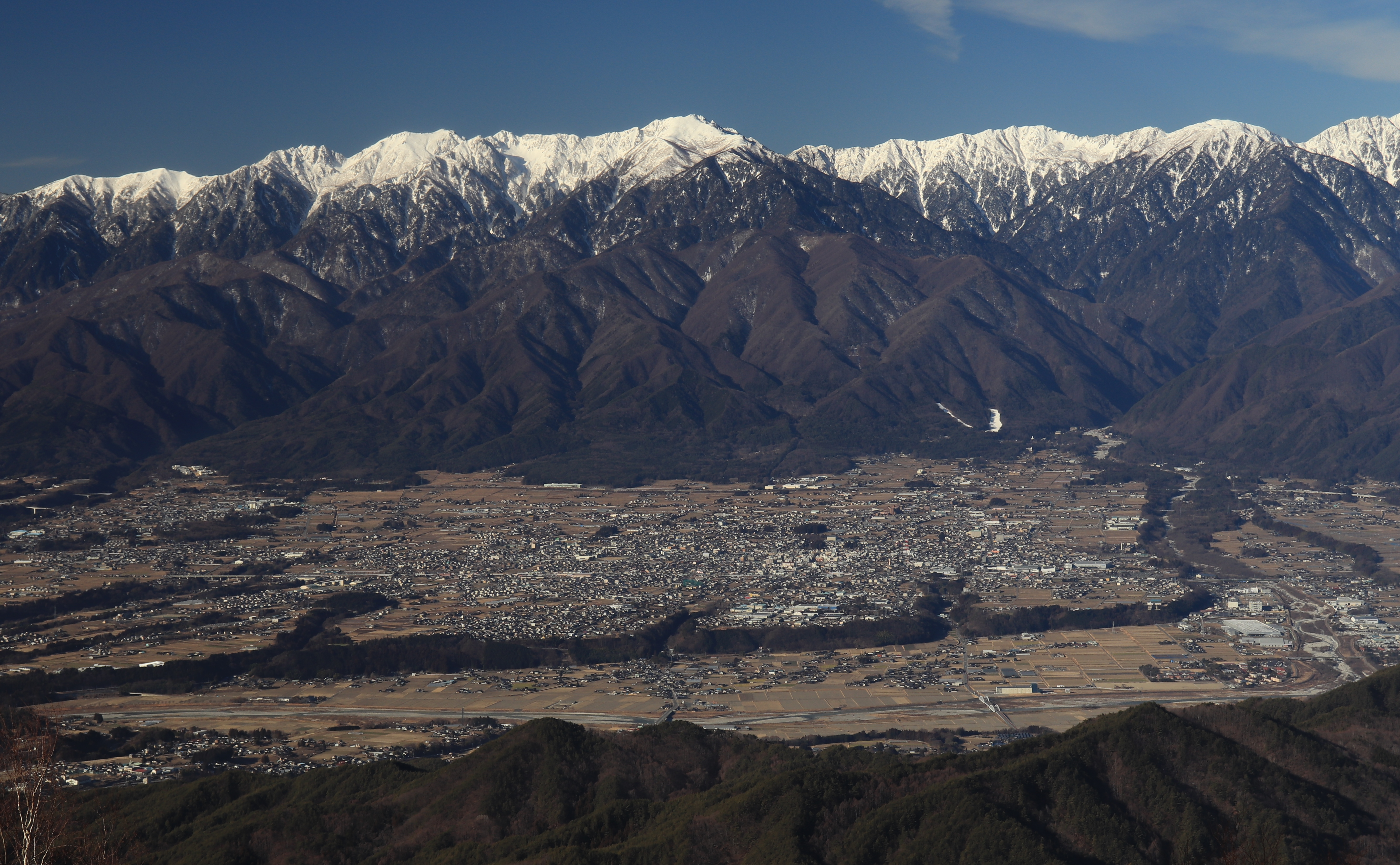
Комагане

Комагане (яп. 駒ヶ根市 Комаганэ-си) — город в Японии, находящийся в префектуре Нагано. Площадь города составляет 165,92 км², население — 32 676 человек (1 августа 2014), плотность населения — 196,94 чел./км².

## Географическое положение
Город расположен на острове Хонсю в префектуре Нагано региона Тюбу. С ним граничат город Ина, посёлки Иидзима, Агемацу и сёла Накагава, Мияда, Осика, Окува.

## Население
Население города составляет 32 676 человек (1 августа 2014), а плотность — 196,94 чел./км². Изменение численности населения с 1980 по 2005 годы:
| 1980 | 31 179 чел. |  |
| 1985 | 32 396 чел. |  |
| 1990 | 32 771 чел. |  |
| 1995 | 33 601 чел. |  |
| 2000 | 34 338 чел. |  |
| 2005 | 34 417 чел. |  |

## Символика
Деревом города считается сосна густоцветная, цветком — ландыш.